# Francie na Letních olympijských hrách 2008
Francii na Letních olympijských hrách v roce 2008 reprezentovala výprava 309 sportovců (188 mužů a 121 žen) ve 25 sportech.

## Medailisté
| Medaile | Jméno | Sport                | Soutěž                            |
| ------- | --- | -------------------- | --------------------------------- |
| Zlato   | Steeve Guénot | Zápas                | muži, řecko-římský do 66 kg       |
| Zlato   | Alain Bernard | Plavání              | Muži 100 m volný způsob           |
| Zlato   | Jérôme Jeannet Fabrice Jeannet Ulrich Robeiri | Šerm                 | Družstvo mužů kord                |
| Zlato   | Julien Pillet Boris Sanson Nicolas Lopez | Šerm                 | Družstvo mužů šavle               |
| Zlato   | Anne-Caroline Chausson | Cyklistika           | Ženy BMX                          |
| Zlato   | Julien Absalon | Cyklistika           | Muži cross-country                |
| Zlato   | Jérôme Fernandez Didier Dinart Cédric Burdet Guillaume Gille Bertrand Gille Daniel Narcisse Olivier Girault Daouda Karaboué Nikola Karabatić Christophe Kempe Thierry Omeyer Joël Abati Luc Abalo Michaël Guigou Cédric Paty | Házená               | Turnaj mužů                       |
| Stříbro | Fabrice Jeannet | Šerm                 | Muži kord                         |
| Stříbro | Benjamin Darbelet | Judo                 | Muži 66 kg                        |
| Stříbro | Amaury Leveaux Fabien Gilot Frédérick Bousquet Alain Bernard Grégory Mallet Boris Steimetz | Plavání              | Muži štafeta 4×100 m volný způsob |
| Stříbro | Fabien Lefèvre | Kanoistika           | K1 slalom muži                    |
| Stříbro | Nicolas Lopez | Šerm                 | Muži šavle                        |
| Stříbro | Lucie Décosseová | Judo                 | Ženy 63 kg                        |
| Stříbro | Vencelas Dabaya | Vzpírání             | Muži 69 kg                        |
| Stříbro | Grégory Baugé Kévin Sireau Arnaud Tournant | Cyklistika           | Družstvo mužů sprint              |
| Stříbro | Amaury Leveaux | Plavání              | Muži volný způsob 50 m            |
| Stříbro | Thomas Bouhail | Sportovní gymnastika | Muži přeskok                      |
| Stříbro | Mahiedine Mekhissi-Benabbad | Atletika             | Muži 3000 m steeplechase          |
| Stříbro | Julien Bontemps | Jachting             | Muži třída RS:X                   |
| Stříbro | Laëtitia Le Corguillé | Cyklistika           | Ženy BMX                          |
| Stříbro | Jean-Christophe Péraud | Cyklistika           | Muži cross-country                |
| Stříbro | Khedafi Djelkhir | Box                  | Muži pérová váha do 57 kg         |
| Stříbro | Daouda Sow | Box                  | Muži lehká váha do 60 kg          |
| Bronz   | Sophie Dodemont Virginie Arnold Bérengère Schuh | Lukostřelba          | Družstvo žen                      |
| Bronz   | Hugues Duboscq | Plavání              | Muži 100 m breaststroke           |
| Bronz   | Christophe Guénot | Zápas                | muži, řecko-římský do 74 kg       |
| Bronz   | Hugues Duboscq | Plavání              | Muži 200 m breaststroke           |
| Bronz   | Benoît Caranobe | Sportovní gymnastika | Muži víceboj – jednotlivci        |
| Bronz   | Stéphanie Possamaïová | Judo                 | Ženy 78 kg                        |
| Bronz   | Teddy Riner | Judo                 | Muži +100 kg                      |
| Bronz   | Alain Bernard | Plavání              | Muži volný způsob 50 m            |
| Bronz   | Anthony Terras | Sportovní střelba    | Muži skeet                        |
| Bronz   | Julien Desprès Benjamin Rondeau Germain Chardin Dorian Mortelette | Veslování            | Muži čtyřka bez kormidelníka      |
| Bronz   | Guillaume Florent | Jachting             | Třída Finn                        |
| Bronz   | Jonathan Coeffic Pierre-Jean Peltier Julien Bahain Cédric Berrest | Veslování            | Muži párová čtyřka                |
| Bronz   | Nicolas Charbonnier Olivier Bausset | Jachting             | Muži třída 470                    |
| Bronz   | Mickaël Bourgain | Cyklistika           | Muži sprint                       |
| Bronz   | Alexis Vastine | Box                  | Muži velterová váha do 64 kg      |
| Bronz   | Gwladys Épangue | Taekwondo            | ženy do 67 kg                     |
| Bronz   | Marie Delattre Anne-Laure Viard | Kanoistika           | K2 500 metrů ženy                 |
| Bronz   | Mehdi Baala | Atletika             | Muži běh na 1500 m                |